# لواء خالد بن الوليد
كان لواء خالد بن الوليد جماعة من المتمردين السوريين تابعة للجيش السوري الحر التي كانت نشطةً خلال الحرب الأهلية السورية. وكانت هذه المجموعة واحدة من أول الجماعات المتمردة التابعة للجيش السوري الحر التي ستتشكل في سوريا. وقد كانت تعمل في محافظة حمص وشاركت في حصار حمص من 2011 إلى 2014، عندما اتجهت إلى الانحلال.

## أيديولوجية
وقد سميت الجماعة خالد بن الوليد، وهو شخصية إسلامية في وقت مبكر. وكان معظم المقاتلين من الجماعة من المسلمين السنيين المتدينين والمحافظين الذين استخدموا «الخطاب الديني» و «الخطاب الإسلامي السني». سميت إحدى الجماعات الفرعية التابعة للواء باسم عدنان العرور، وهو رجل دين سلفي قام بهجمات مهينة ضد العلويين والمسلمين الشيعة. كما تضمنت عددًا من المقاتلين السلفيين.

## تاريخ
وقد شكل الفريق «عده مئات» من الجنود المنشقين وضباط من القوات المسلحة السورية في مدينة الرستن شمال حمص في 2011. وقامت في البداية بشن هجمات على قوات الأمن التابعة للحكومة السورية في حمص والمناطق المحيطة بها، مما أدى إلى مقتل عدد من رجال الشرطة والجنود في الجيش السوري.
وفي أواخر يناير 2012، اقتحمت المجموعة، إلى جانب عدة فصائل أخرى من الجيش السوري الحر، مدينة الرستن وسيطرت عليها بالكامل بحلول 5 فبراير. ثم حاصر الجيش السوري الرستن وانسحب العديد من المتمردين من المدينة بحلول 5 مارس 2012.
وأصبح اللواء واحدًا من الجماعات التي كانت في جبهة ثوار سوريا في 2014. ومع ذلك، خلال نزاع جبهة النصرة–جبهة ثوار سوريا/حركة حزم، وقد أعلن قائد لواء خالد بن الوليد، اللواء حسن الأشتر، ان مجموعته ستترك جبهة ثوار سوريا لتصبح فصيلًا مستقلًا، ولن تحارب «ألوية إسلامية» مثل جبهة النصرة التابعة للقاعدة. على الرغم من ذلك، اندلعت مصادمات بين المجموعتين وقامت جبهة النصرة في الرستن بقطع رأس حسن الأشتر في 20 ديسمبر 2014. وأسرت النصرة أيضًا عدد من قادة الجيش السوري الحر الآخرين، وسيطرت النصرة سيطرة كاملة على الرستن.

## جرائم الحرب
أفيد بأن متمردين من الجماعة اختطفوا وهددوا بقتل أكثر من 100 من المدنيين العلويين في أغسطس 2011. كما أطلقوا النار على طفل يبلغ من العمر 15 عامًا لجاسوس مزعوم للحكومة السورية في سبتمبر 2011 وقتلوه.
وفي ديسمبر 2012، قطع أحد الجنود الأطفال في المجموعة راس أسيري حرب. وتدعي المجموعة أنها أعدمت 80 أسير حرب آخرين.